# Margaret Hughes

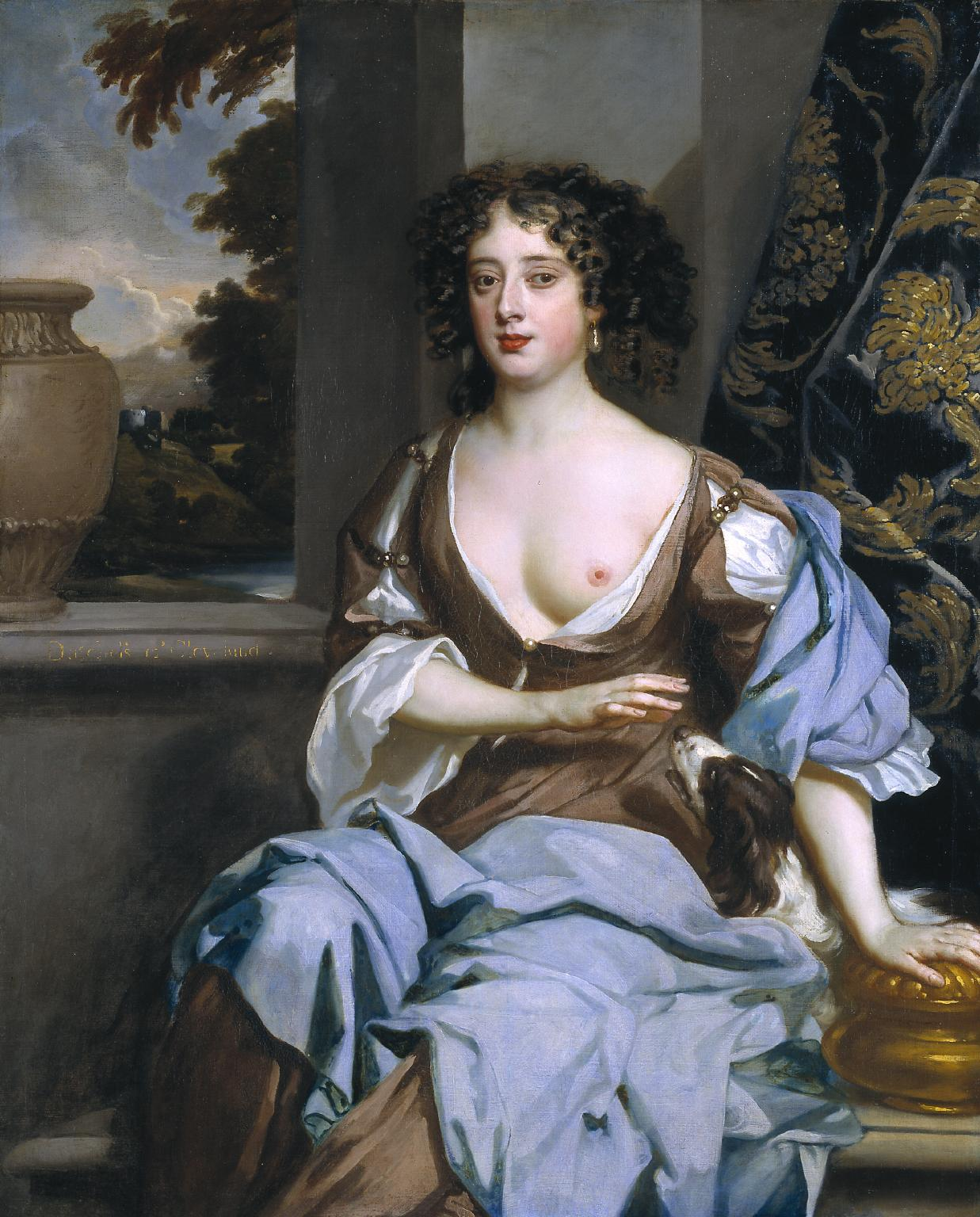
Margaret Hughes, målad av Peter Lely, omkring 1670.

Margaret Hughes, född 29 maj 1630, död 1 oktober 1719 i Eltham, även känd under namnen Peg Hughes eller Margaret Hewes, var en engelsk skådespelare. Hughes brukar kallas den första professionella kvinnliga skådespelaren i England. Hon är även känd för sitt förhållande med Rupert av Pfalz. 

## Biografi
Hughes yrke representerade en stor förändring inom engelsk dramahistoria. Skådespelaryrket hade ursprungligen varit reserverat för män, men då skådespelaryrket åter blev lagligt efter förbudet under den puritanska republiken 1642–1660, utfärdade Karl II år 1662 ett påbud om att alla kvinnoroller i fortsättningen skulle reserveras för kvinnor. En av orsakerna var en önskan att förhindra sexuella kontakter mellan de manliga skådespelarna. 
Hughes uppträdde i rollen som Desdemona den 8 december 1660 i Thomas Killigrews teatersällskap King's Company i teatern på Vere Street och anses därmed ha varit den första engelska skådespelerskan; det är dock även möjligt att Anne Marshall spelade rollen samma kväll. Hon var känd för sin skönhet och ryktades ha en relation med monarken. 
Hon inledde 1669 ett förhållande med Rupert av Pfalz och fick en dotter, Ruperta, med honom år 1673. Hon avbröt 1670 sin karriär för hans skull, förutom en tillfällig återkomst 1676–1677. Rupert vägrade att återvända till Tyskland och gifta sig för hennes skull, gav henne en tillvaro i lyx och tycktes älska henne uppriktigt. Då han dog 1682, hamnade hon i dåliga ekonomiska omständigheter.

## Fiktion
Margaret Hughes spelades av Claire Danes filmen Stage Beauty från 2004. Filmen skildrar omställningen när män som tidigare fick spela kvinnoroller fick konkurrens av kvinnliga skådespelare.